# Olympische Sommerspiele 1988/Leichtathletik – Marathon (Frauen)

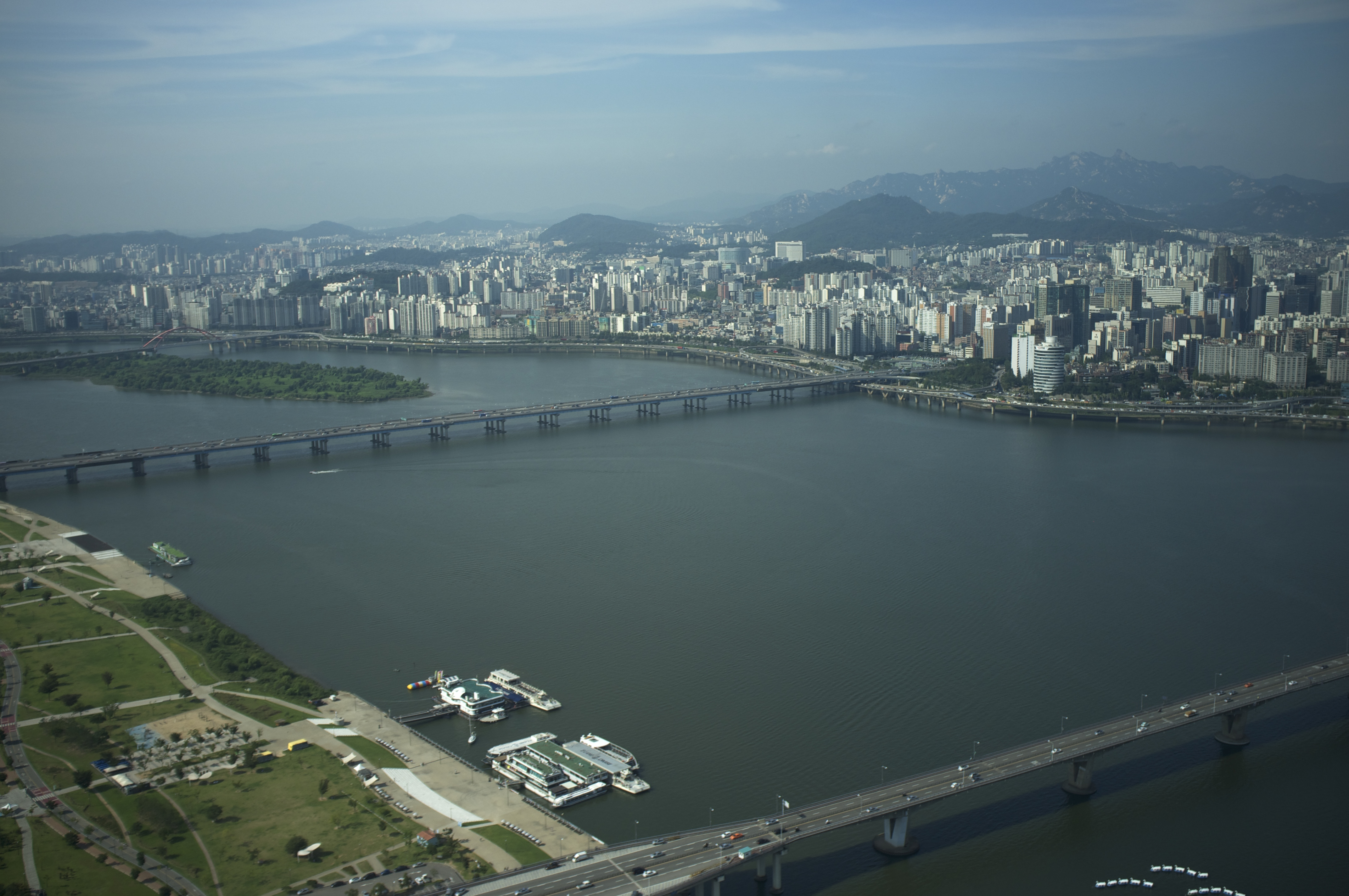
Blick über den Fluss Hangang auf Seoul (Foto: 2014)

Der Marathonlauf der Frauen bei den Olympischen Spielen 1988 in Seoul wurde am 23. September 1988 ausgetragen. 69 Athletinnen nahmen teil, von denen 64 das Ziel erreichten. Start und Ziel war das Olympiastadion Seoul.
Olympiasiegerin wurde die Portugiesin Rosa Mota. Sie gewann vor der Australierin Lisa Martin und Katrin Dörre aus der DDR.
Für die Bundesrepublik Deutschland gingen Kerstin Preßler und Gabriela Wolf an den Start. Preßler kam als 21., Wolf als 27. ins Ziel.

Die Schweiz wurde durch Genoveva Eichenmann und Rosmarie Müller vertreten. Eichenmann belegte Platz 47, Müller Platz 48.

Läuferinnen aus Österreich und Liechtenstein nahmen nicht teil.

## Aktuelle Titelträgerinnen
| Olympiasiegerin 1984                      | Joan Benoit ( USA)                  | 2:24:52 h                      | Los Angeles 1984               |
| Weltmeisterin                             | Rosa Mota ( Portugal)               | 2:25:17 h                      | Rom 1987                       |
| Europameisterin 1986                      | Rosa Mota ( Portugal)               | 2:28:38 h                      | Stuttgart 1986                 |
| Panamerikanische Meisterin 1987           | María del Carmen Cárdenas ( Mexiko) | 2:52:06 h                      | Indianapolis 1987              |
| Zentralamerika und Karibik-Meisterin 1987 | Marathonlauf nicht ausgetragen      | Marathonlauf nicht ausgetragen | Marathonlauf nicht ausgetragen |
| Südamerika-Meisterin 1987                 | Marathonlauf nicht ausgetragen      | Marathonlauf nicht ausgetragen | Marathonlauf nicht ausgetragen |
| Asienmeisterin 1987                       | Marathonlauf nicht ausgetragen      | Marathonlauf nicht ausgetragen | Marathonlauf nicht ausgetragen |
| Afrikameisterin 1988                      | Marathonlauf nicht ausgetragen      | Marathonlauf nicht ausgetragen | Marathonlauf nicht ausgetragen |

### Bestehende Rekorde/Bestleistungen
Offizielle Rekorde wurden damals in dieser Disziplin außer bei Meisterschaften und Olympischen Spielen aufgrund der unterschiedlichen Streckenbeschaffenheiten nicht geführt.
| Weltbestzeit       | 2:21:06 h | Ingrid Kristiansen ( Norwegen) | London, Großbritannien | 21. April 1985 |
| Olympischer Rekord | 2:24:52 h | Joan Benoit ( USA)             | OS Los Angeles, USA    | 5. August 1984 |

Der bestehende olympische Rekord wurde bei diesen Spielen nicht erreicht. Die portugiesische Olympiasiegerin Rosa Mota blieb mit ihren 2:25:40 h um 48 Sekunden über diesem Rekord. Zur Weltbestzeit fehlten ihr 4:36 min.

## Streckenführung
Das Rennen wurde im Olympiastadion Seoul gestartet. Nach zwei Runden verlief die Strecke aus dem Stadion heraus Richtung Süden und kurz darauf nach Westen. Die Route überquerte den Fluss Tanjeon und gelangte in den Stadtteil Gangnam. In nordwestlicher Richtung wurde der Stadtteil Seocho und das Südufer des Hangang erreicht. Weiter ging es über die Uferstraße bis in den Stadtteil Dongjak. Nach Norden abbiegend überquerte der Kurs den Fluss über die Mapo-Brücke und führte anschließend am Nordufer ostwärts durch die Stadtteile Mapo-gu und Yongsan-gu. Über die Benpo-Brücke ging es dann wieder über den Hangan ans andere Ufer. Nun verlief die Strecke in östlicher Richtung parallel zum Südufer. Nahe der Einmündung in den Hangang wurde noch einmal der Tanjeon überquert und die Route näherte sich dem Olympiastadion von Norden her. Über einen Bogen um das Stadion herum wurde der Ausgangspunkt von Süden her wieder erreicht. Das endgültige Ziel lag auf der Laufbahn des Olympiastadions.

## Ergebnis

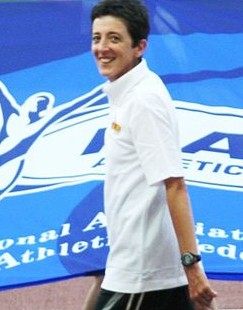
Olympiasiegerin Rosa Mota
(hier im Jahr 2007)

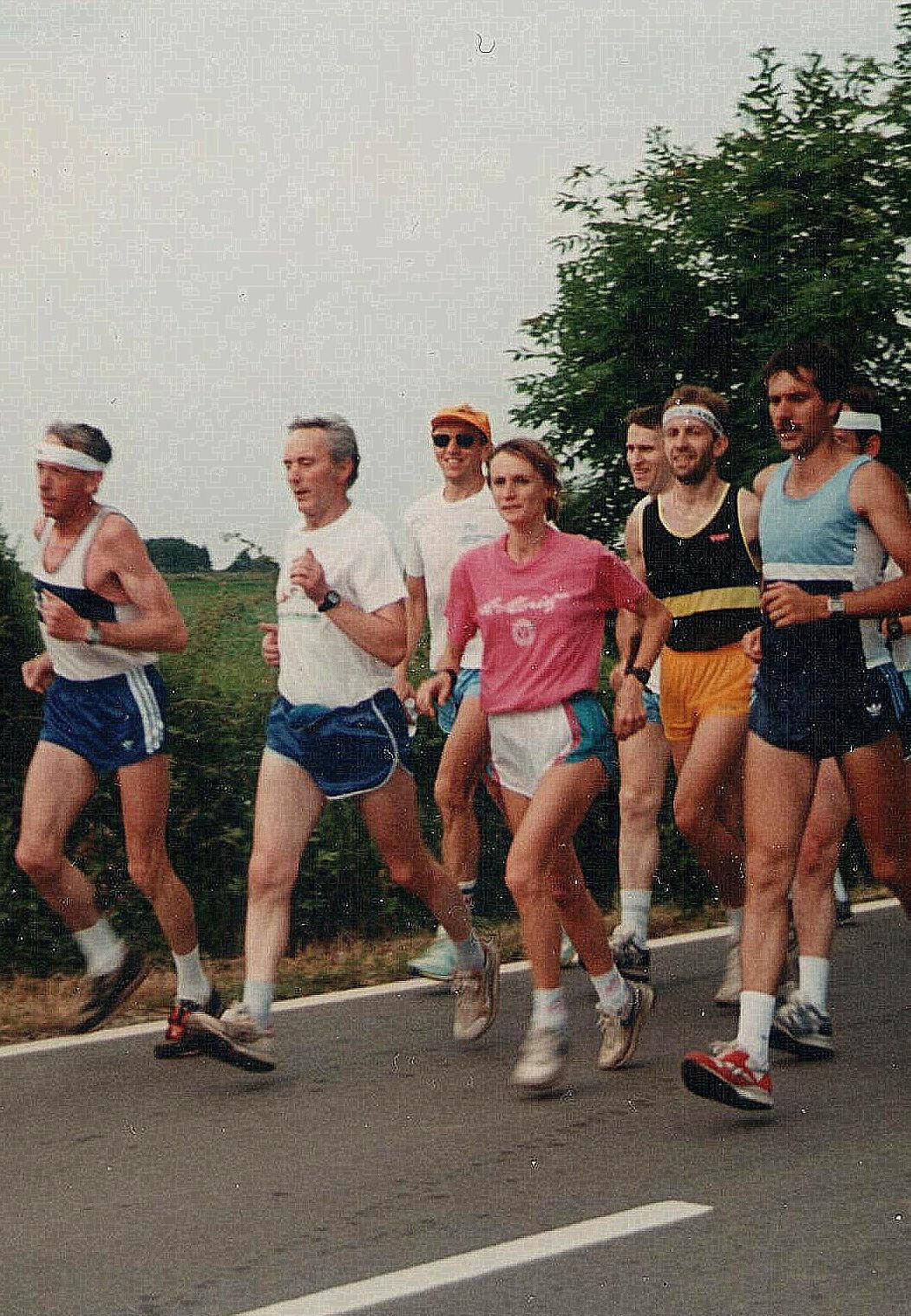
Danièle Kaber (hier zu sehen als einzige Frau in einem Staffelrennen) kam auf den siebten Platz

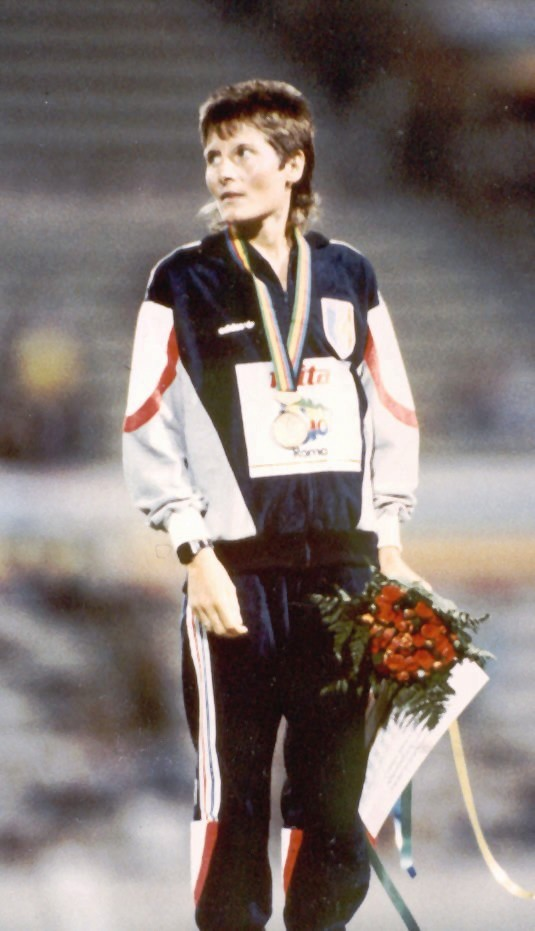
Jocelyn Villeton wurde Neunzehnte

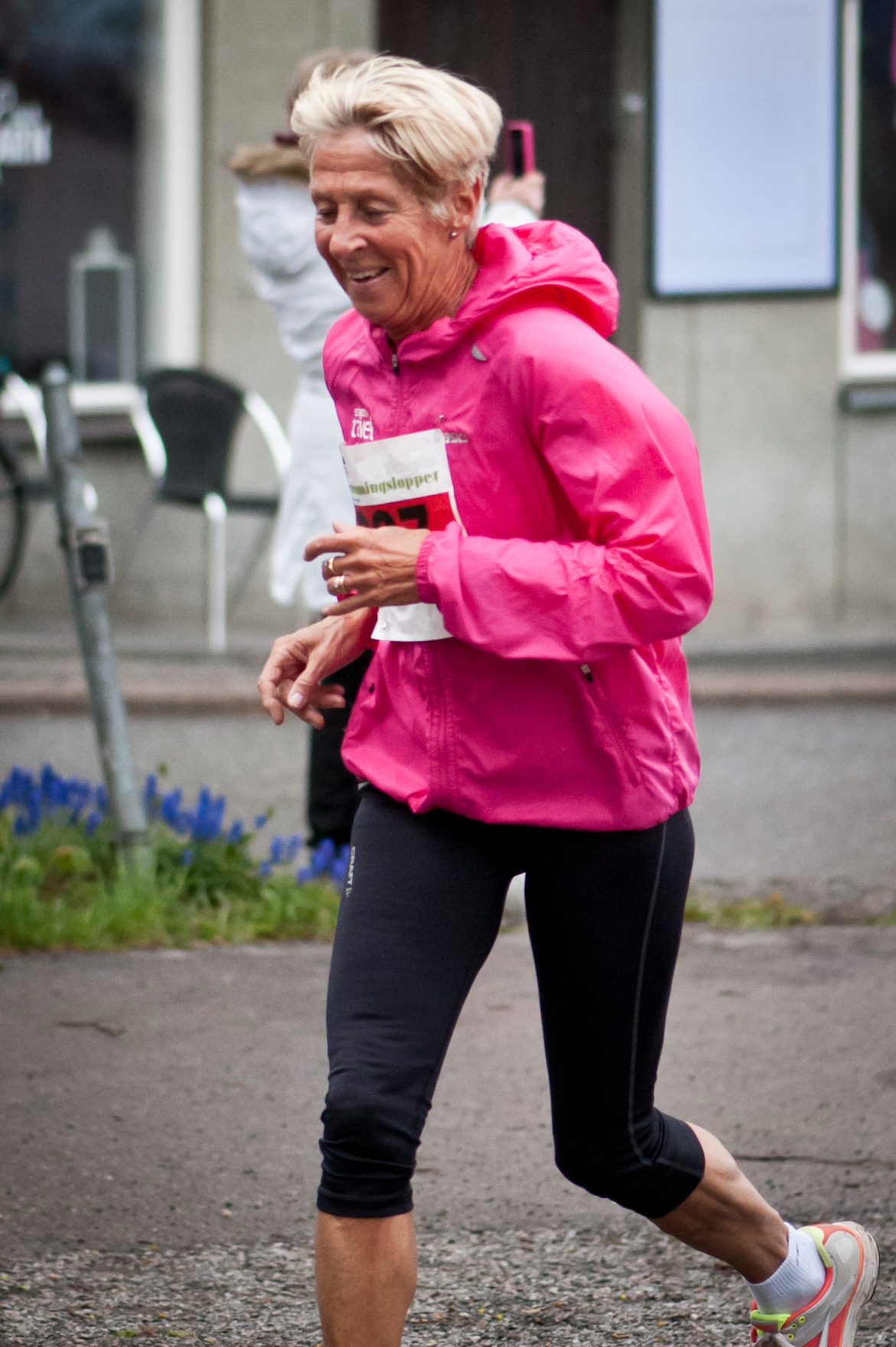
Evy Palm (Foto: 2012)
erreichte Platz 24

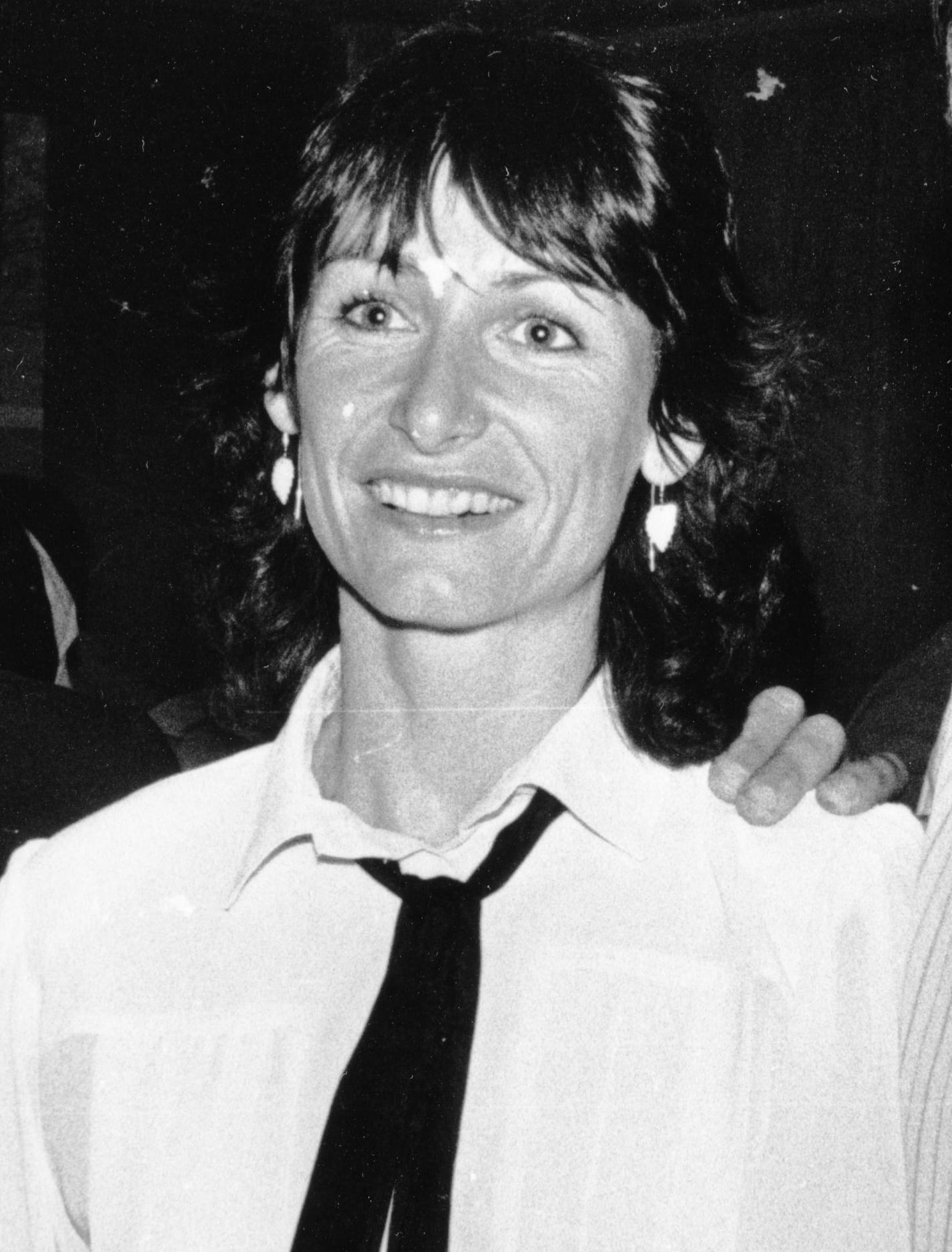
Platz 33 für Lorraine Moller

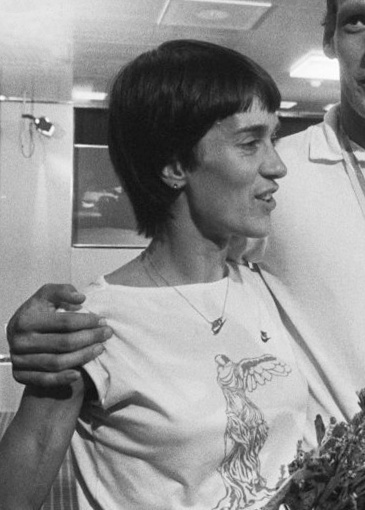
Carla Beurskens belegte Rang 34

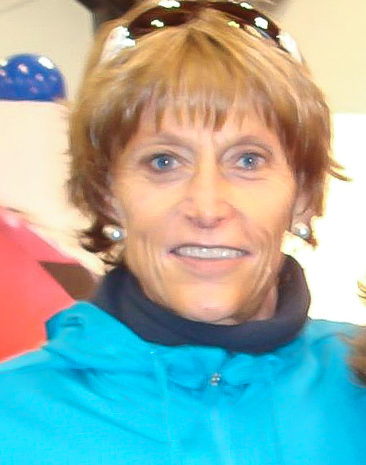
Grete Waitz (Foto: 2010)
erreichte hier nicht das Ziel

Datum: 23. September 1988, 9:30 Uhr
| Zwischenzeiten      | Zwischenzeiten | Zwischenzeiten                                             | Zwischenzeiten |
| Zwischenzeit- Marke | Zwischenzeit   | Führende                                                   | 5-km-Zeit      |
| ------------------- | -------------- | ---------------------------------------------------------- | -------------- |
| 5 km                | 17:10 min      | Rosa Mota, Lisa Martin, Katrin Dörre, Raissa Smechnowa     | 17:10 min      |
| 10 km               | 34:13 min      | neunzehnköpfige Spitzengruppe                              | 17:03 min      |
| 15 km               | 51:30 min      | elfköpfige Spitzengruppe                                   | 17:17 min      |
| 20 km               | 1:08:46 h00    | elfköpfige Spitzengruppe                                   | 17:16 min      |
| 25 km               | 1:25:55 h00    | elfköpfige Spitzengruppe                                   | 17:09 min      |
| 30 km               | 1:43:13 h00    | Rosa Mota, Lisa Martin, Katrin Dörre, Tatjana Polowinskaja | 17:18 min      |
| 35 km               | 2:01:09 h00    | Rosa Mota, Katrin Dörre, Lisa Martin, Tatjana Polowinskaja | 17:56 min      |
| 40 km               | 2:18:10 h00    | Rosa Mota                                                  | 17:01 min      |

| Platz | Athletin                | Land                | Zeit (h) |
| ----- | ----------------------- | ------------------- | -------- |
|       | Rosa Mota               | Portugal            | 2:25:40  |
|       | Lisa Martin             | Australien          | 2:25:53  |
|       | Katrin Dörre            | DDR                 | 2:26:21  |
| 04    | Tatjana Polowinskaja    | Sowjetunion         | 2:27:05  |
| 05    | Zhao Youfeng            | Volksrepublik China | 2:27:06  |
| 06    | Laura Fogli             | Italien             | 2:27:49  |
| 07    | Danièle Kaber           | Luxemburg           | 2:29:23  |
| 08    | Maria Curatolo          | Italien             | 2:30:14  |
| 09    | Soja Iwanowa            | Sowjetunion         | 2:30:25  |
| 10    | Angie Pain              | Großbritannien      | 2:30:51  |
| 11    | Odette Lapierre         | Kanada              | 2:30:56  |
| 12    | Susan Tooby             | Großbritannien      | 2:31:33  |
| 13    | Karolina Szabó          | Ungarn              | 2:32:26  |
| 14    | Françoise Bonnet        | Frankreich          | 2:32:36  |
| 15    | Lee Mi-ok               | Südkorea            | 2:32:51  |
| 16    | Raissa Smechnowa        | Sowjetunion         | 2:33:19  |
| 17    | Nancy Ditz              | USA                 | 2:33:42  |
| 18    | Maria Rebelo-Lelut      | Frankreich          | 2:33:47  |
| 19    | Jocelyne Villeton       | Frankreich          | 2:34:02  |
| 20    | Conceição Ferreira      | Portugal            | 2:34:23  |
| 21    | Kerstin Preßler         | BR Deutschland      | 2:34:26  |
| 22    | Wanda Panfil            | Polen               | 2:34:35  |
| 23    | Antonella Bizioli       | Italien             | 2:34:38  |
| 24    | Evy Palm                | Schweden            | 2:34:41  |
| 25    | Eriko Asai              | Japan               | 2:34:41  |
| 26    | Lizanne Bussières       | Kanada              | 2:35:03  |
| 27    | Gabriela Wolf           | BR Deutschland      | 2:35:11  |
| 28    | Kumi Araki              | Japan               | 2:35:15  |
| 29    | Misako Miyahara         | Japan               | 2:34:26  |
| 30    | Zhong Huandi            | Volksrepublik China | 2:36:02  |
| 31    | Ellen Rochefort         | Kanada              | 2:36:44  |
| 32    | Susan Crehan            | Großbritannien      | 2:36:57  |
| 33    | Lorraine Moller         | Neuseeland          | 2:37:52  |
| 34    | Carla Beurskens         | Niederlande         | 2:37:52  |
| 35    | Magda Ilands            | Belgien             | 2:38:02  |
| 36    | Sissel Grottenberg      | Norwegen            | 2:38:17  |
| 37    | Im Eum-joo              | Südkorea            | 2:38:21  |
| 38    | Marcianne Makamurenzi   | Ruanda              | 2:40:12  |
| 39    | Margaret Groos          | USA                 | 2:40:59  |
| 40    | Cathy O’Brien           | USA                 | 2:41:04  |
| 41    | Tuija Jousimaa          | Finnland            | 2:43:00  |
| 42    | Sinikka Keskitalo       | Finnland            | 2:43:00  |
| 43    | Blanca Jaime            | Mexiko              | 2:43:00  |
| 44    | Angélica de Almeida     | Brasilien           | 2:43:40  |
| 45    | Ľudmila Melicherová     | Tschechoslowakei    | 2:43:56  |
| 46    | Ailish Smyth            | Irland              | 2:44:17  |
| 47    | Genoveva Eichenmann     | Schweiz             | 2:44:37  |
| 48    | Rosmarie Müller         | Schweiz             | 2:47:31  |
| 49    | Pascaline Wangui        | Kenia               | 2:47:42  |
| 50    | Apollinaire Nyinawabera | Ruanda              | 2:49:18  |
| 51    | Maryse Justin           | Mauritius           | 2:50:00  |
| 52    | Michelle Bush           | Cayman Islands      | 2:51:30  |
| 53    | María Menéndez          | Mexiko              | 2:51:33  |
| 54    | Li Juan                 | Volksrepublik China | 2:53:08  |
| 55    | Linda Hunter            | Simbabwe            | 2:53:17  |
| 56    | Cornelia Melis          | Aruba               | 2:53:24  |
| 57    | Marie-Louise Rollins    | Irland              | 2:54:37  |
| 58    | Kriscia García          | El Salvador         | 3:04:21  |
| 59    | Julie Ogbourn           | Guam                | 3:06:05  |
| 60    | Rajkumari Pandey        | Nepal               | 3:10:31  |
| 61    | Menuka Rawat            | Nepal               | 3:11:17  |
| 62    | Arlene Vincent Mark     | Grenada             | 3:23:56  |
| 63    | Lourdes Kiltzkie        | Guam                | 3:25:32  |
| 64    | Mariana Ysrael          | Guam                | 3:42:23  |
| DNF   | Kim Mi-kyung            | Südkorea            |          |
| DNF   | Mar Mar Min             | Birma               |          |
| DNF   | Bente Moe               | Norwegen            |          |
| DNF   | Agnes Pardaens          | Belgien             |          |
| DNF   | Grete Waitz             | Norwegen            |          |
| DNS   | Aurora Cunha            | Portugal            |          |
| DNS   | Katerina Pratsi         | Zypern              |          |
| DNS   | Birgit Stephan          | DDR                 |          |

## Rennverlauf
Für das Rennen gab es mehrere Favoritinnen. Dazu zählten die portugiesische Welt- und Europameisterin Rosa Mota, die Norwegerin Grete Waitz, Welt- und Europameisterin über 10.000 Meter, gleichzeitig Inhaberin der Marathon-Weltbestzeit, sowie Ingrid Kristiansen, ebenfalls aus Norwegen. Kristiansen hatte sich jedoch entschieden, auf den Marathonlauf zu verzichten und stattdessen im 10.000-Meter-Lauf anzutreten, der in Seoul erstmals als olympische Disziplin ausgetragen wurde. Das Finale in dieser kürzeren Disziplin musste sie dann wegen einer Fußverletzung vorzeitig aufgeben.
Mit Michelle Bush wurden die Cayman Islands erstmals in der Leichtathletik bei Olympischen Spielen vertreten.
Nach dem Start setzte sich Mota schnell an die Spitze. Schon nach fünf Kilometern bildete sich eine vierköpfige Führungsgruppe, der neben Mota auch Katrin Dörre aus der DDR, die Australierin Lisa Martin und die sowjetische Läuferin Raissa Smechnowa angehörten. Zehn Sekunden betrug der Vorsprung dieser Spitzengruppe. Doch zahlreiche Verfolgerinnen schlossen wieder auf, sodass die Gruppe bald aus neunzehn Läuferinnen bestand. Im Laufe der Zeit fielen allerdings wieder mehr und mehr Athletinnen zurück. Bei Kilometer fünfzehn waren noch elf Starterinnen gemeinsam vorne, die lange zusammenblieben. Bei Kilometer dreißig waren wieder sieben Läuferinnen zurückgefallen. An der Spitze waren jetzt Mota, Martin, Dörre und Tatjana Polowinskaja aus der UdSSR. Sie liefen ein gleichmäßiges Tempo mit fünf-Kilometer-Abschnitten im Bereich zwischen 17:05 und 17:20 Minuten. Nach Kilometer 35 wurde es etwas langsamer, dennoch fiel Polowinskaja jetzt zurück. Es kam zu einem Dreikampf zwischen Mota, Martin und Dörre. Kurz vor Kilometer vierzig verschärfte Mota das Tempo noch einmal und lief einen leichten Vorsprung auf ihre Verfolgerinnen heraus. Hinter ihr gelang es etwas später der Australierin, sich von Dörre zu lösen. Rosa Mota gewann mit einem Vorsprung von dreizehn Sekunden auf die Silbermedaillengewinnerin Lisa Martin, die wiederum 28 Sekunden vor Katrin Dörre ins Ziel kam. Die Abstände auf die nächsten Plätze waren größer. Vierte wurde Tatjana Polowinskaja, Fünfte die Chinesin Zhao Youfeng und Rang sechs belegte die Italienerin Laura Fogli.